# Simfonia núm. 21 (Mozart)
La Simfonia núm. 21 en la major, K. 134, és una composició de Wolfgang Amadeus Mozart acabada l'agost de 1772.
La simfonia està composta per dues flautes, dues trompes i corda. Consta de quatre moviments:
1. Allegro, en compàs 3/4.
2. Andante, en compàs 2/4.
3. Menuetto: Trio, en compàs 3/4.
4. Allegro, en compàs 2/2.